# Проза
Про́за (лат. prosa, від prosa oratio — пряма мова, що вільно розвивається й рухається) — мовлення не організоване ритмічно, не вритмоване; літературний твір або сукупність творів, написаних невіршованою мовою. Проза — один із двох основних типів літературної творчості. Поезія і проза — глибоко своєрідні сфери мистецтва, які розрізняються і формою, і змістом, і своїм місцем в історії літератури.
Іноді термін проза вживається як протиставлення художньої літератури взагалі літературі науковій, публіцистичній чи технічній, тобто літературі, яка не належить до мистецтва.
Спочатку в давньогрецькій літературі будь-яка художня словесність називалася поезією. Однак саме поняття художності у грецькій культурі було нерозривно пов'язано з ритмічністю, і, отже, велика частина літературних творів мала віршовану форму. Пізніше ритмічно організовану мову стали називати віршем, в протиставлення мови, не пов'язаної з ритмом. Давні римляни, продовжувачі грецької культури, стали називати її прозою. У Квінтіліана зустрічається вираз «oratio prosa», у Сенеки — просто «prosa» для позначення вільної мови, не пов'язаної ритмічними повтореннями.

## Тлумачення терміна «проза»
Донедавна прозою (на відміну від поезії) вважали усі нехудожні словесні твори; подібний слововжиток спостерігається навіть у 20 ст. В українській літературі поняття прози як повноправного мистецтва слова поширилося у після шевченківський період.
Художня проза у власному розумінні цього слова — порівняно пізнє явище, яке інтенсивно формувалося ще з доби Відродження. У давній і середньовічній літературі проза мала специфічне призначення: у прозі творились, як правило, лише напівхудожні, «змішані» твори прикладного характеру (історичні хроніки, філософські діалоги, ораторські твори, описи подорожей тощо) або ж твори «низьких», комічних жанрів (фарси, деякі види сатири і т.ін.).
Проза тих часів — це так звана ритмічна проза, яка за своєю формою наближалася до вірша, сприймалася як своєрідне відгалуження поезії. Наприклад, у києво-руській прозі наявна послідовна ритмічна організація: текст членувався на більш-менш рівні відтинки (колони), котрі часто завершувалися (чи починалися) співзвучними дієслівними або іменниковими формами, що виступали прообразом рими. Лише починаючи з доби Відродження (в українській літературі значно пізніше) формується проза, а з доби Просвітництва вона посідає провідну роль у літературі.

## Історія
У Стародавній Греції разом із поезією існувала і художня проза: міфи, перекази, казки, комедії. Ці жанри не розглядалися як поетичні, оскільки міф для древніх греків був явищем не художнім, а релігійним, переказ — історичним, казка — побутовим, комедія вважалася дуже приземленою. До нехудожньої прози відносили твори ораторські, політичні, пізніше наукові. Таким чином в античному світі, Стародавньому Римі та потім в середньовічній Європі проза знаходилася на другому плані, представляючи собою літературу побутову або публіцистичну, в протиставлення високохудожньої поезії.
До другої половини середньовіччя становище стало поступово змінюватися. Разом з руйнуванням спочатку античного, а потім і феодального суспільства поступово зменшується кількість написаних поем, трагедій, од. У зв'язку з розвитком торгової буржуазії, її культурним та ідейним зростанням, на основі культури великих міст все більше ростуть і розвиваються прозові жанри. Виникають повість, новела, слідом за ними з'являється роман. Старі поетичні жанри, що грали основну роль у літературі феодалізму і рабовласницького суспільства, поступово втрачають своє основне, провідне значення, хоча аж ніяк не зникають з літератури. Нові жанри поступово починають відігравати основну роль у всій літературі, і вони явно тяжіють до прози. Художня проза починає сперечатися з поезією за провідне місце, стає поруч з нею, а згодом навіть відтісняє її. До XIX століття письменники-прозаїки, новелісти і романісти, стають найпомітнішими фігурами в художній літературі, даючи суспільству ті великі типові узагальнення, які в епоху торжества поезії дали творці поем і трагедій.

## Організація прози
Донині не розв'язано питання про формальну організацію художньої прози. Досить поширеною є думка, що за своєю організацією проза не має принципових відмінностей від повсякденного побутового мовлення. Її опоненти небезпідставно стверджують, що в прозових жанрах є своя складна і внутрішньо закономірна структура, яка принципово відрізняється від віршового ритму і при цьому усе ж виводить прозу за межі буденної мови (Гюстав Флобер, Антон Чехов, Михайло Коцюбинський, Ернест Хемінгуей та ін.), вимагаючи від автора не меншої напруги й майстерності, ніж вірш.
Художня своєрідність прози не вичерпується принципами зовнішньої організації мови. У прозі домінують суттєво відмінні способи та форми словесної образності від тих, якими користується поезія. Так, різні види тропів, які здебільшого мають велике значення для організації поетичного мовлення, у прозі посідають куди менш помітне місце.
Якщо в поезії джерелом «художньої енергії» є взаємодія, взаємно віддзеркалення словесних вимислів, здійснюване різними формами зіставлення слів (порівняння, метафора, метонімія тощо), то для прози найхарактернішою є взаємодія різних мовних планів: мови автора, оповідача, персонажів. Через взаємно віддзеркалення цих мовних планів здійснюється осмислення й оцінка зображуваного.
Художньо-словесна тканина у прозі (порівняно з поезією) постає більш «прозорою», що, здавалось би, відтворює певну життєву реальність безпосередньо. Разом з тим постійно відчутна образна сила митця, майстерність володіння словом, згармонійована точність і ясність мовних планів. Значно більшу роль у прозі відіграє сюжет, послідовний розвиток дії; предметнішими та більш визначеними є характери та обставини.

## Літературні жанри в прозі
Попри те, що поняття визначає зміст твору, а не його форму, більшість жанрів тяжіє або до поетичного написання (поеми, п'єси), або до прози (романи, повісті). Такий поділ, однак, не можна сприймати буквально, тому що існує безліч прикладів, коли твори різних жанрів писалися в незвичайній для них формі. Прикладами цього можуть служити романи і новели, написані у віршованій формі. Крім того, існують жанри, які однаково часто пишуться як у прозі, так і у віршах (казка).
До числа літературних жанрів, які традиційно належать до прози, входять:
- Роман — великий за обсягом оповідний твір зі складним та розвиненим сюжетом.
- Повість — рід епічної поезії, близький до роману, зображує якийсь епізод з життя; від роману відрізняється меншою повнотою і широтою картин побуту, звичаїв.
- Новела, або коротка повість — літературний малий оповідний жанр, проміжний за розміром між повістю та оповіданням, через близькість за обсягом до оповідання іноді дає привід для їх ототожнення, проте відрізняється від нього генезисом, історією та структурою.
- Оповідання — мала епічна жанрова форма художньої літератури — невелика за обсягом зображених явищ життя, а звідси й за обсягом свого тексту.
- Есе — прозовий твір невеликого об'єму і вільної композиції, що виражає індивідуальні враження та міркування з конкретного приводу чи питання і точно не претендує на визначальне або вичерпне трактування предмета.
- Епопея — монументальний за формою епічний твір, що відрізняється загальнонародною проблематикою.
- Біографія — твір, у якому викладається історія життя і діяльності будь-якої особи.